# A Closed Book (romance)
A Closed Book é um curto romance de Gilbert Adair, publicado em 2000.
O livro começa com uma reunião um pouco estranha entre um autor cego excêntrico e um entrevistado que ele pretende empregar como seu assistente.
A narrativa é apresentada quase inteiramente através do diálogo entre os dois homens, pontuadas por fragmentos do diário do escritor. Como relacionamento dos dois homens se desenvolve torna-se claro que ambos têm algo a esconder.
Um filme baseado no romance foi lançado em 2010.